# Chalosse
Die Chalosse- (gaskognisch: Shalòssa oder Xalòssa) ist eine Landschaft und ein Terroir in der Gascogne im Süden des Départements Landes in Frankreich.

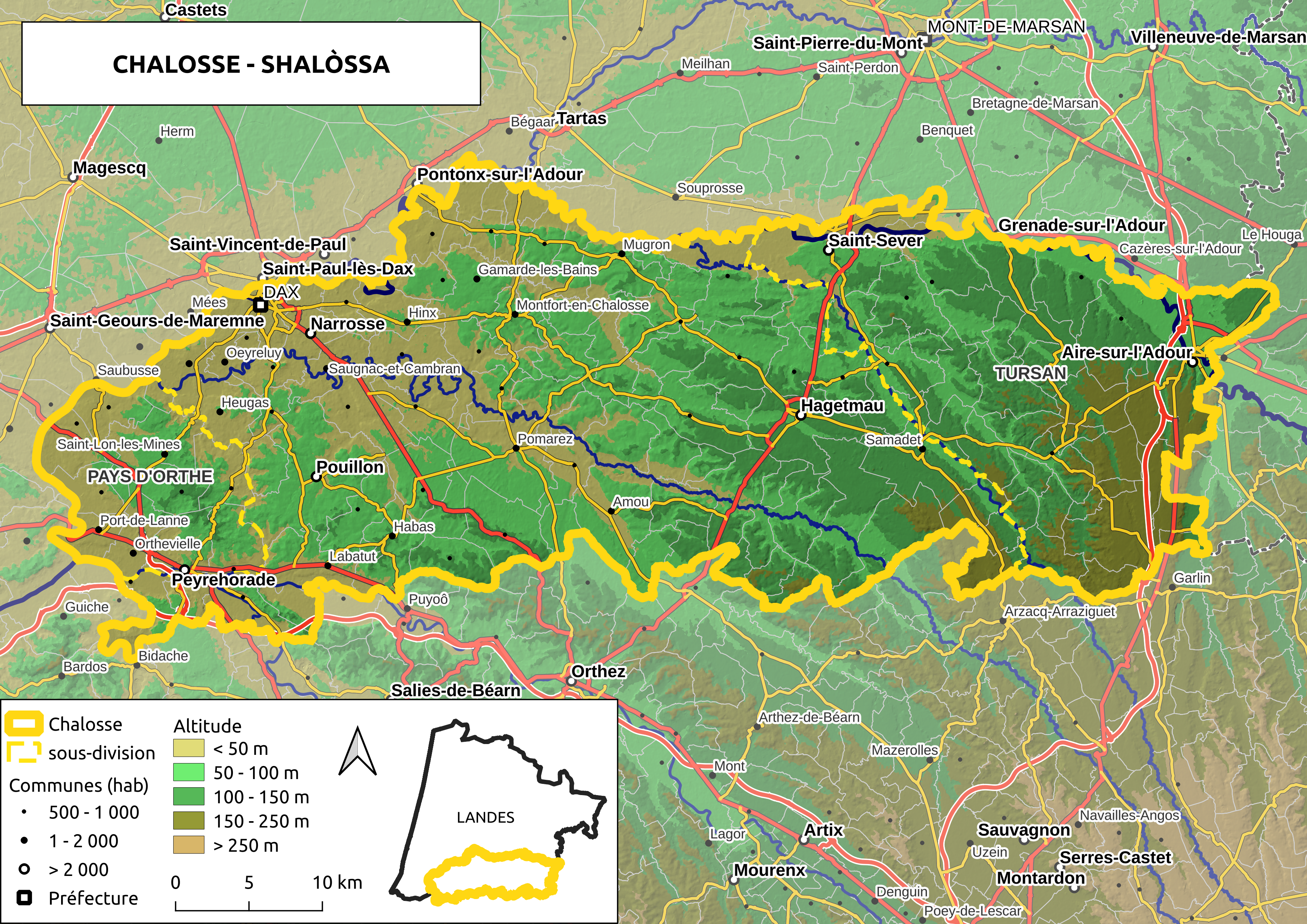
Gebiet der Chalosse

Chalosse bzw. Shalòssa ist ein aquitanischer Name, der vom baskischen Begriff zelaiotza abstammt, der später zu shalòssa wurde und „Ansammlung kultivierter Ebenen und Hochebenen“ bedeutet.

## Geografie

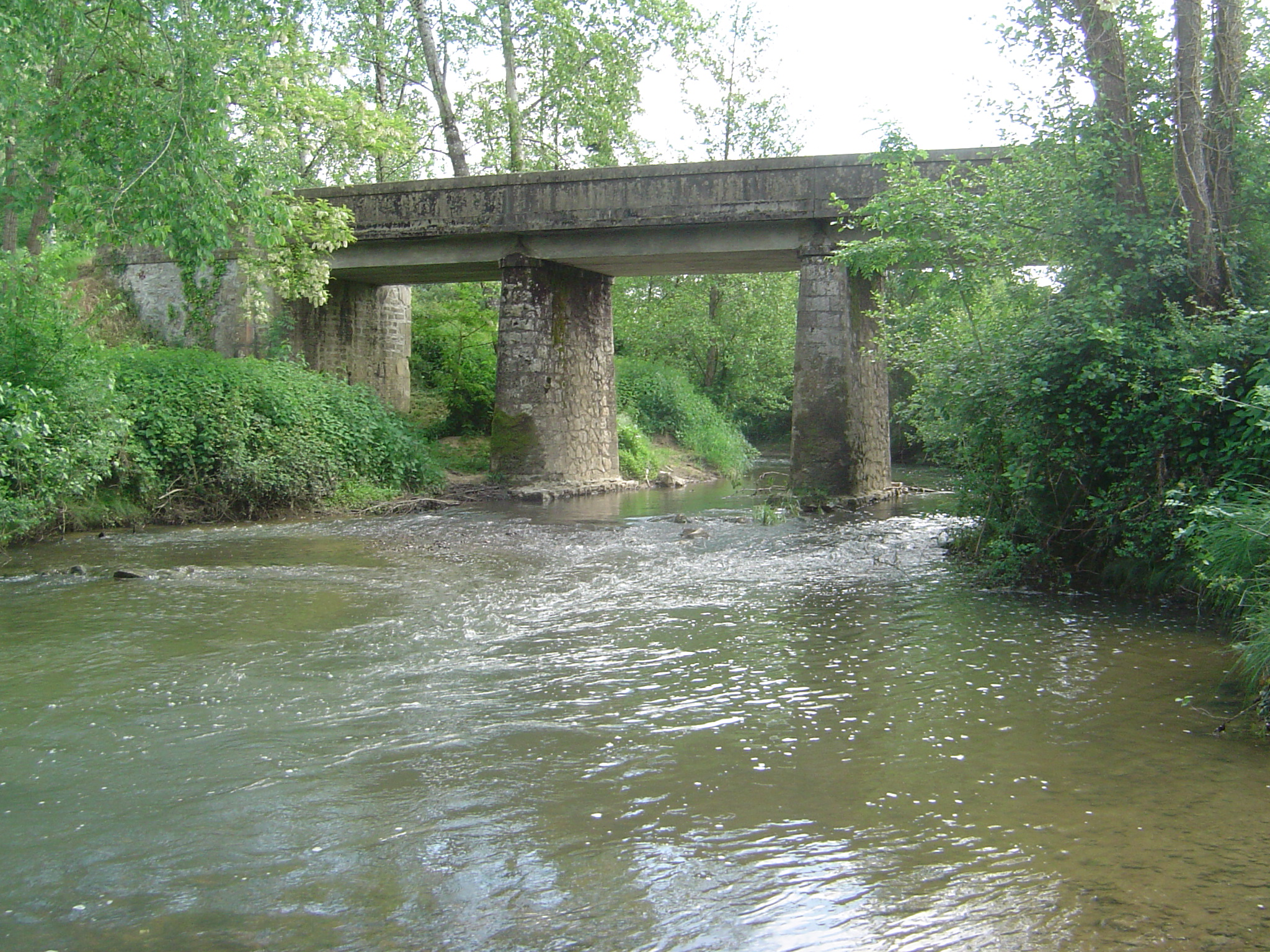
Der Louts bei Caupenne

Das Gebiet der Chalosse konzentriert sich auf die Flusstäler von Louts und Luy und erstreckt sich zwischen dem Adour im Norden, dem Béarn im Süden und dem Gabas-Tal im Osten.
Neben der eigentlichen Chalosse findet sich im Westen im flachen Gebiet zwischen Adour und Gaves die Teillandschaft Pays d'Orthe, im Norden die Teillandschaften Haute Lande und das Pays de Marsan sowie im hügeligen Osten die Landschaft Tursan, weitgehend identisch mit dem gleichnamigen Weinbaugebiet. Die Adour-Ebene gegenüber der Mündung der Midouze wird Auribat genannt.
Die wichtigste Stadt in der Chalosse ist der Verkehrsknoten Dax mit 21.716 Einwohnern (Stand 1. Januar 2022) am Adour, dessen unmittelbare Umgebung Aguais heißt. Dax war der Hauptort des Volkes der Tarbeller und wurde von den Römern Acqua Tarbellicae genannt. Der bedeutendste Ort im Zentrum der Chalosse ist Montfort-en-Chalosse (1200 Einwohner). Weitere Kleinstädte in der sonst von kleinen Dörfern geprägten Chalosse sind Aire-sur-l’Adour (6200 Einwohner), Saint-Sever (5000 Einwohner), Hagetmau (4600 Einwohner), Peyrehorade (3700 Einwohner), Narrosse (3300 Einwohner) und Pouillon (3100 Einwohner). Die Gemeinde Amou im Süden ist bekannt für ihr sein Schloss aus dem 17. Jahrhundert, Pomarez verfügt über eine bemerkenswerte Wehrkirche und Montaut im Norden hat eine bemerkenswerte Ortsbefestigung.
Einige Orte, Wahlkreise und ein Gemeindeverband führen Chalosse im amtlichen Namen:
- Castelnau-Chalosse
- Labastide-Chalosse
- Montfort-en-Chalosse
- Saint-Cricq-Chalosse
- Sort-en-Chalosse
- Communauté de communes Chalosse Tursan
- Kanton Chalosse Tursan
- Kanton Coteau de Chalosse

Viele Orte in der Chalosse wurden bis in das Mittelalter hochwassersicher auf Anhöhen oder Bergspornen errichtet. Daran erinnern noch Ortsnamens-Bestandteile wie Bastide und Castelnau.

## Geologie
Die Chalosse verfügt über ton- und silikatische Böden, die aus gelbbraunem Sand und altem Schwemmland bestehen. Es gibt auch Kalksteinaufschlüsse des Tertiärs, insbesondere Kalksteine mit Nummuliten, darunter eine weltberühmte Lagerstätte mit großen Nummuliten, außerdem Teersande und Ablagerungen von Aragonitkristallen. Darüber hinaus gibt es Extrusionen von Ophit, einem Gestein eruptiven Ursprungs.

## Landschaftsbild, Häuser
Die Landschaft Chalosse zwischen Adour und Béarn zeichnet sich durch ein leicht hügeliges Relief aus, das nach Süden und Osten hin allmählich ansteigt. In Richtung Nordwesten (Dax) eher flach, besteht die Landschaft überwiegend aus sanften Hügeln, zwischen denen zahlreiche Flüsse verlaufen. Die Chalosse ist auf Viehzucht und Landwirtschaft ausgerichtet, sie ist geprägt durch eine Abfolge von Wiesen, Feldern (hauptsächlich Maisanbau) und kleineren Wäldern, in denen inzwischen die insbesondere in den nahen Landes de Gascogne vorherrschenden Seekiefern durch Laubbäume ersetzt werden. Angesichts der Bevölkerungsdichte – die Dörfer liegen relativ nahe beieinander – und der Fragmentierung der landwirtschaftlichen Nutzfläche mit kleinen Parzellen bietet die Chalosse einen abwechslungsreichen Anblick.

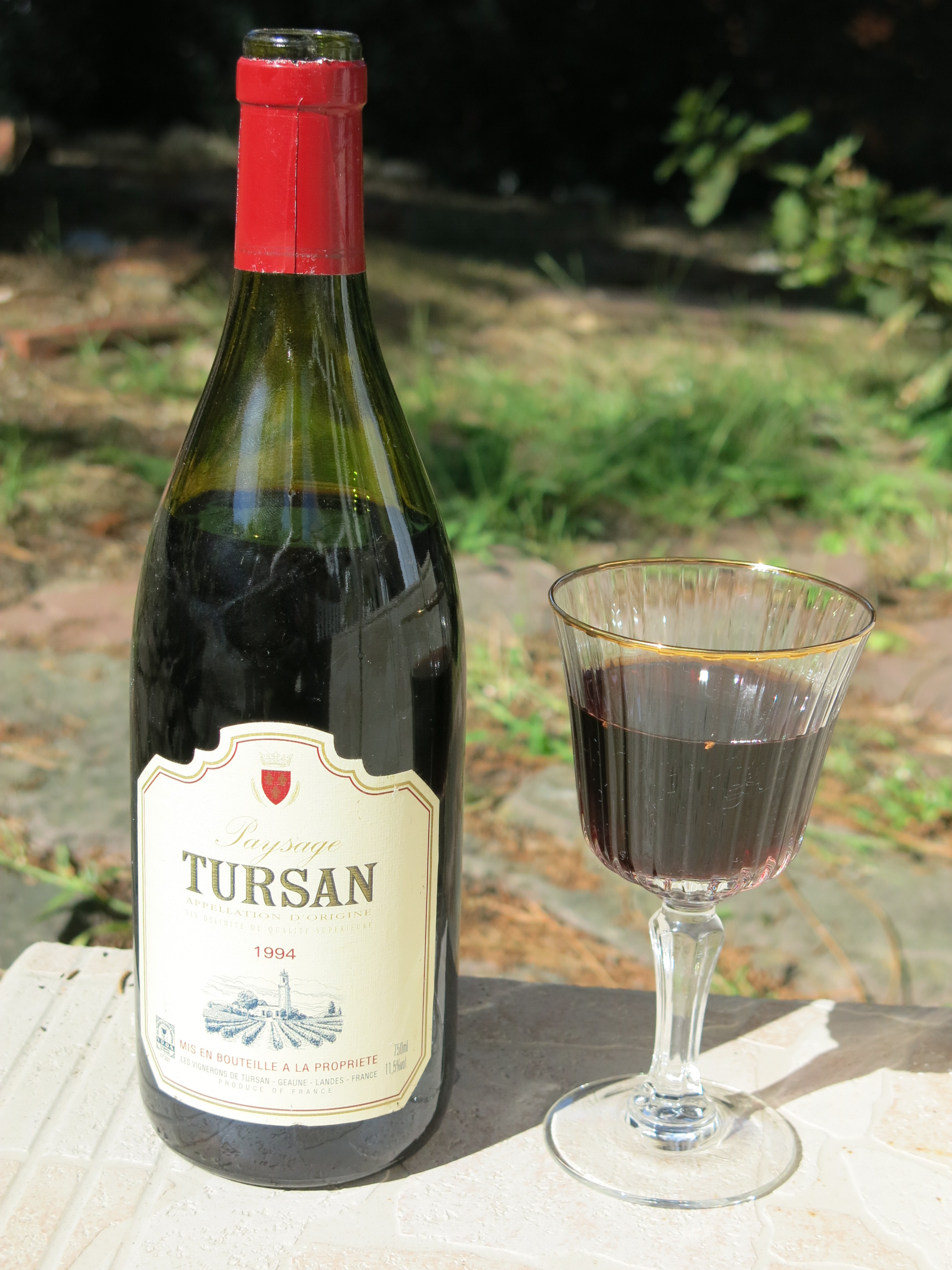
Wein aus dem Tursan

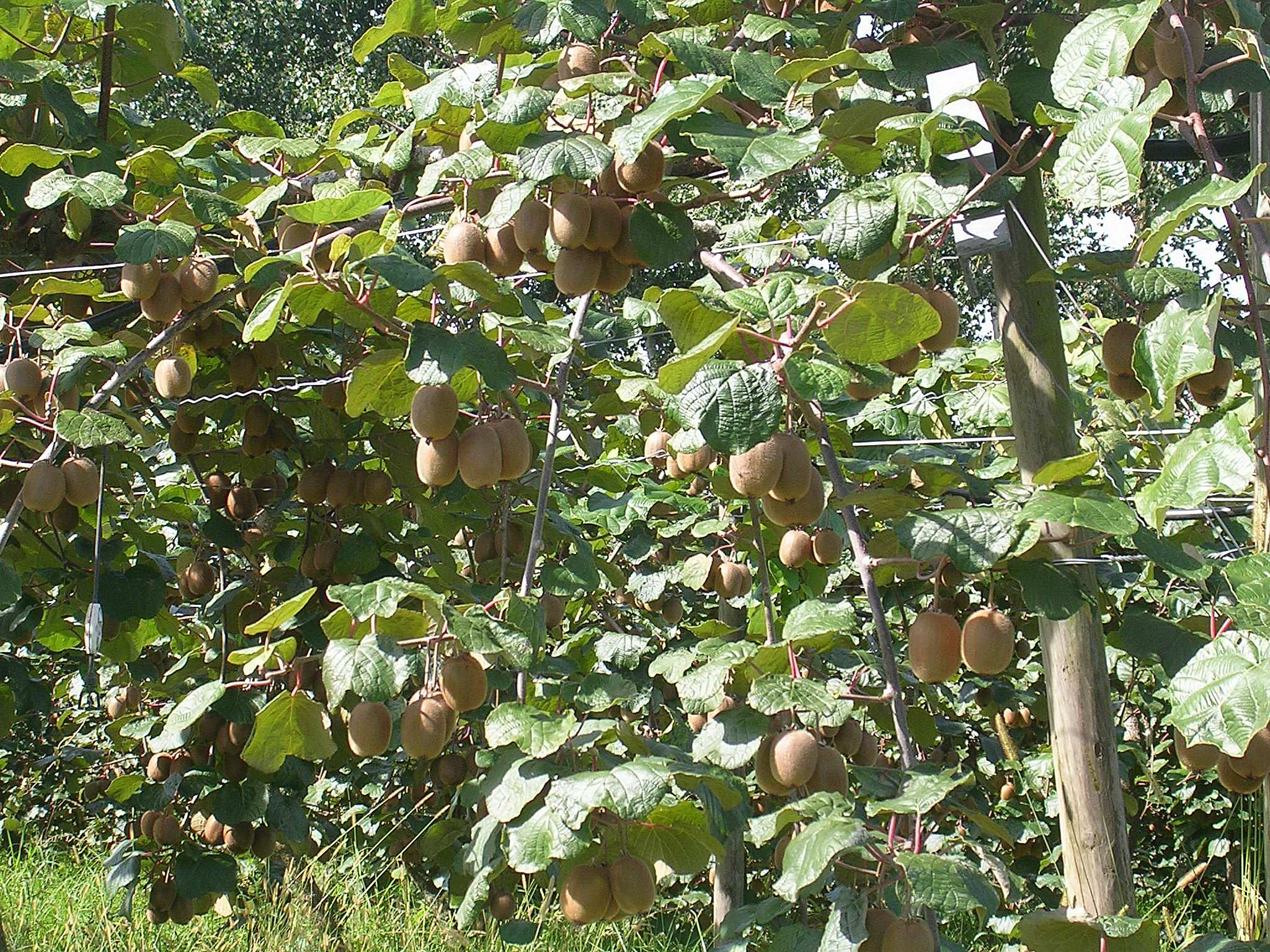
Kiwi-Pflanzen in Aurice

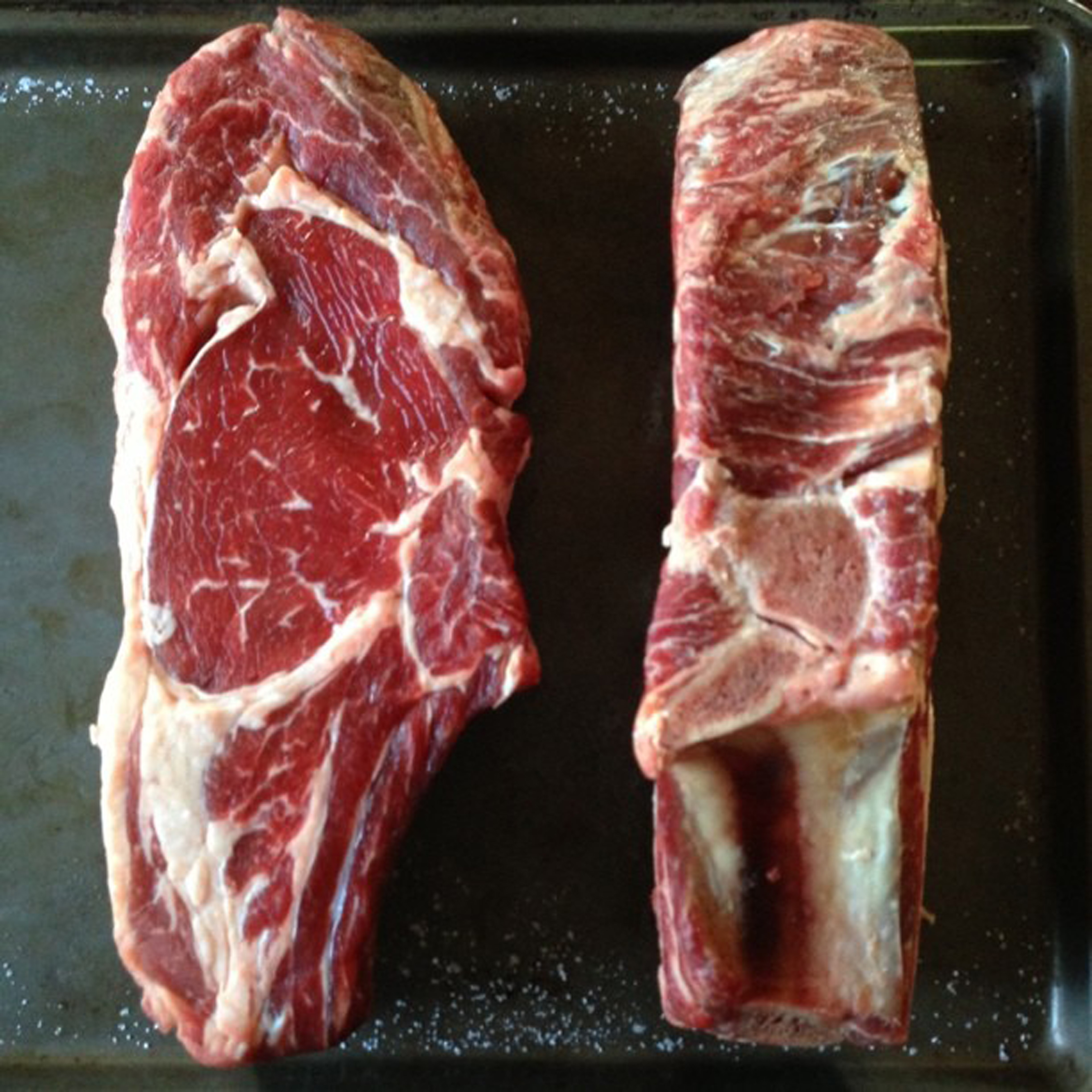
Chalosse-Rindfleisch (Bœuf de Chalosse)

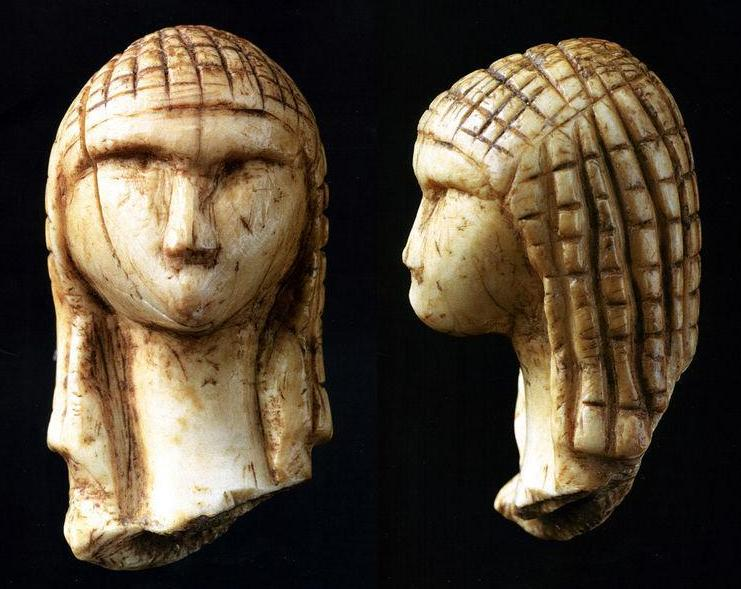
Venus von Brassempouy

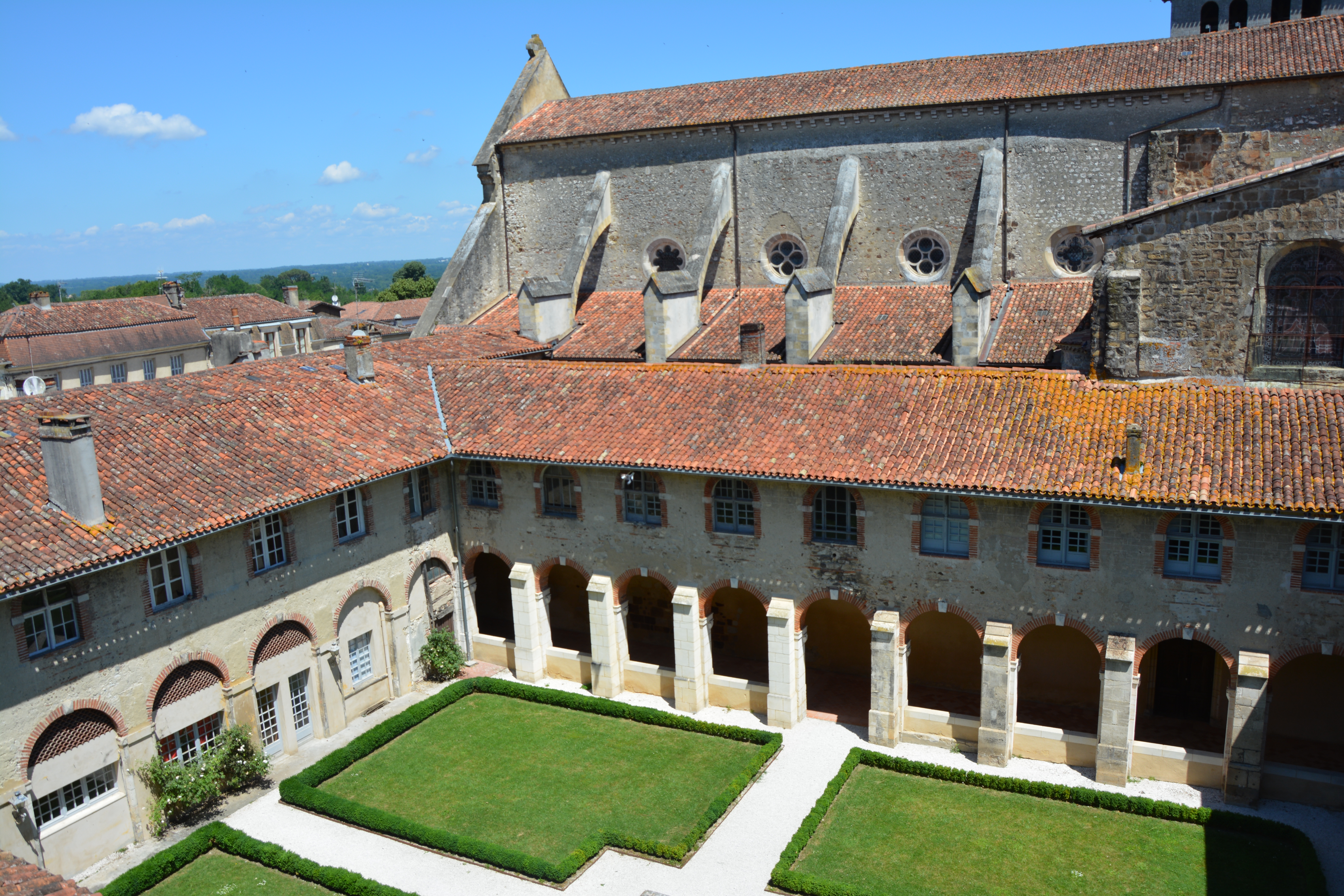
Abtei Saint-Sever

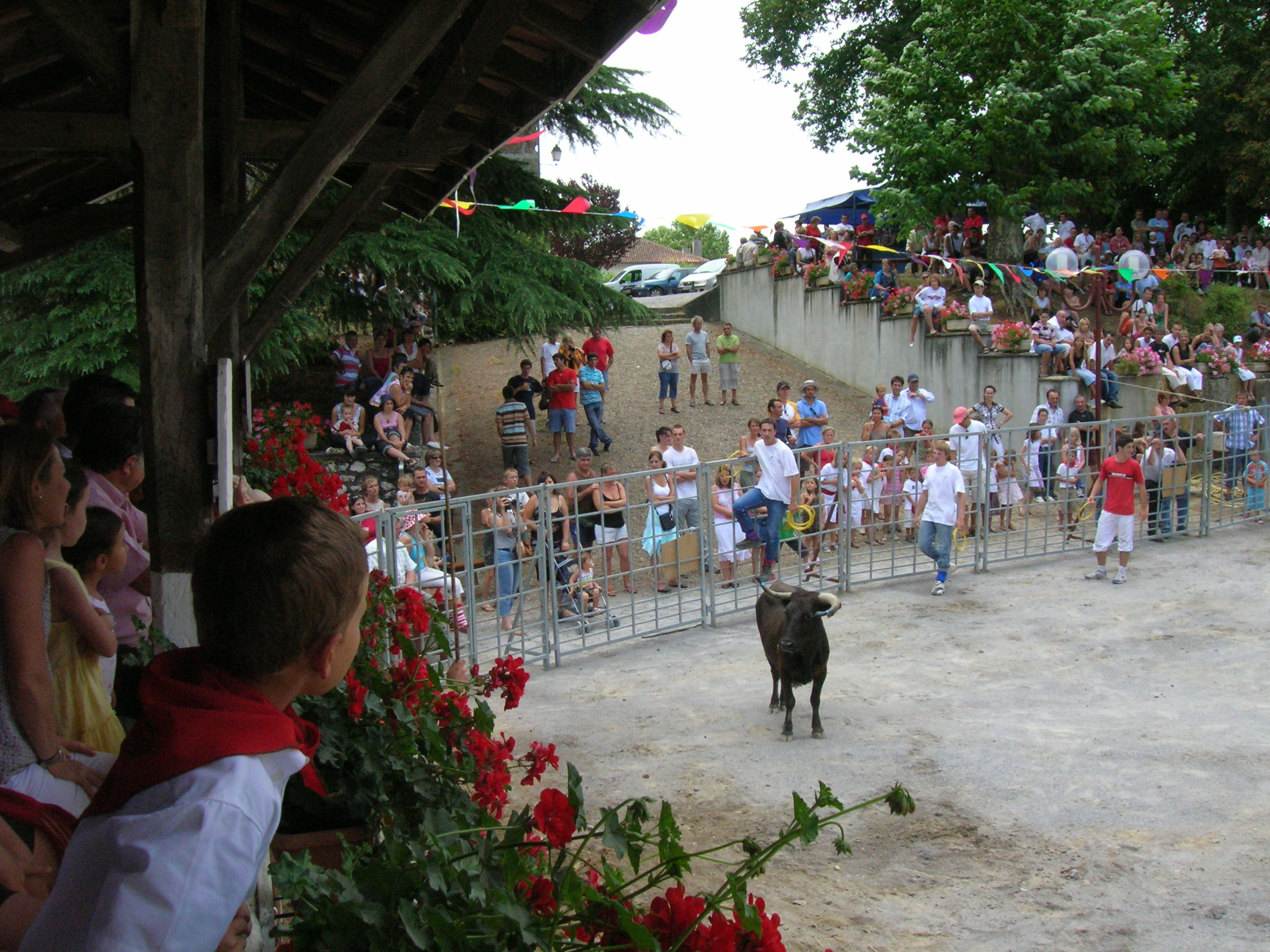
Stierkampfarena in Baigts

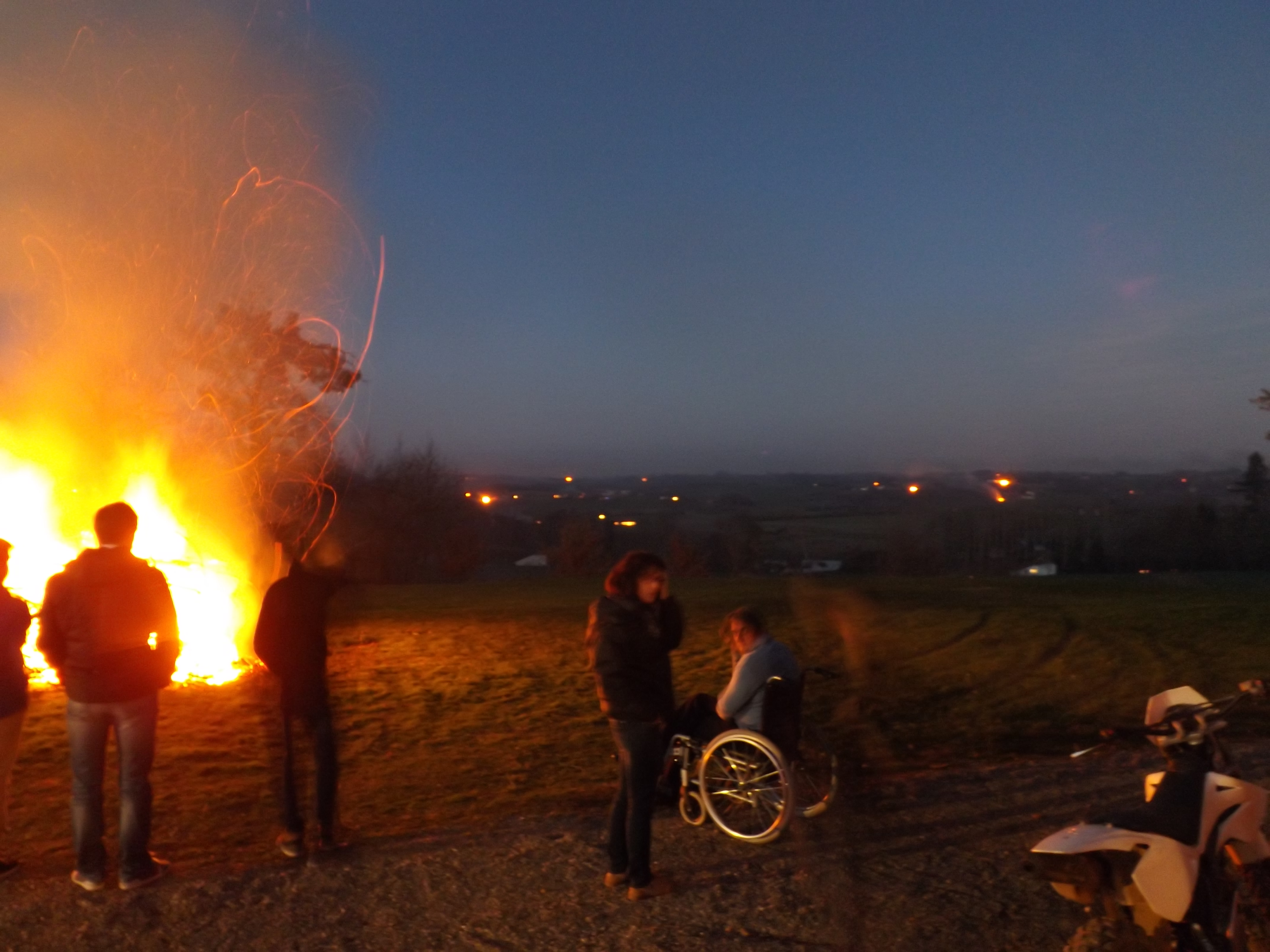
Weihnachtsfeuer bei Doazit

Die Einwohner der Chalosse nennen sich Chalossais bzw. Chalossaises, auf Gaskognisch: los/las Shalòssas bzw. a/ua Shalòssa.
Die traditionellen Häuser bestehen durchgängig aus Stein-Mauerwerk, wobei man im Westen der Chalosse schon an die Häuser in Unter-Navarra erinnert wird, insbesondere durch Satteldächer mit geringer Neigung und Ziegeleindeckung sowie Fassaden an der Giebelwand in Richtung Osten. Westlich von Pouillon sind die Häuser wie im Baskenland in drei Längsbuchten unterteilt. Der zentrale Erker öffnet sich zu einem zentralen Arbeitsraum mit einem Lehmboden, der dem baskischen Ezkaratze entspricht und sòu (Boden) genannt wird.

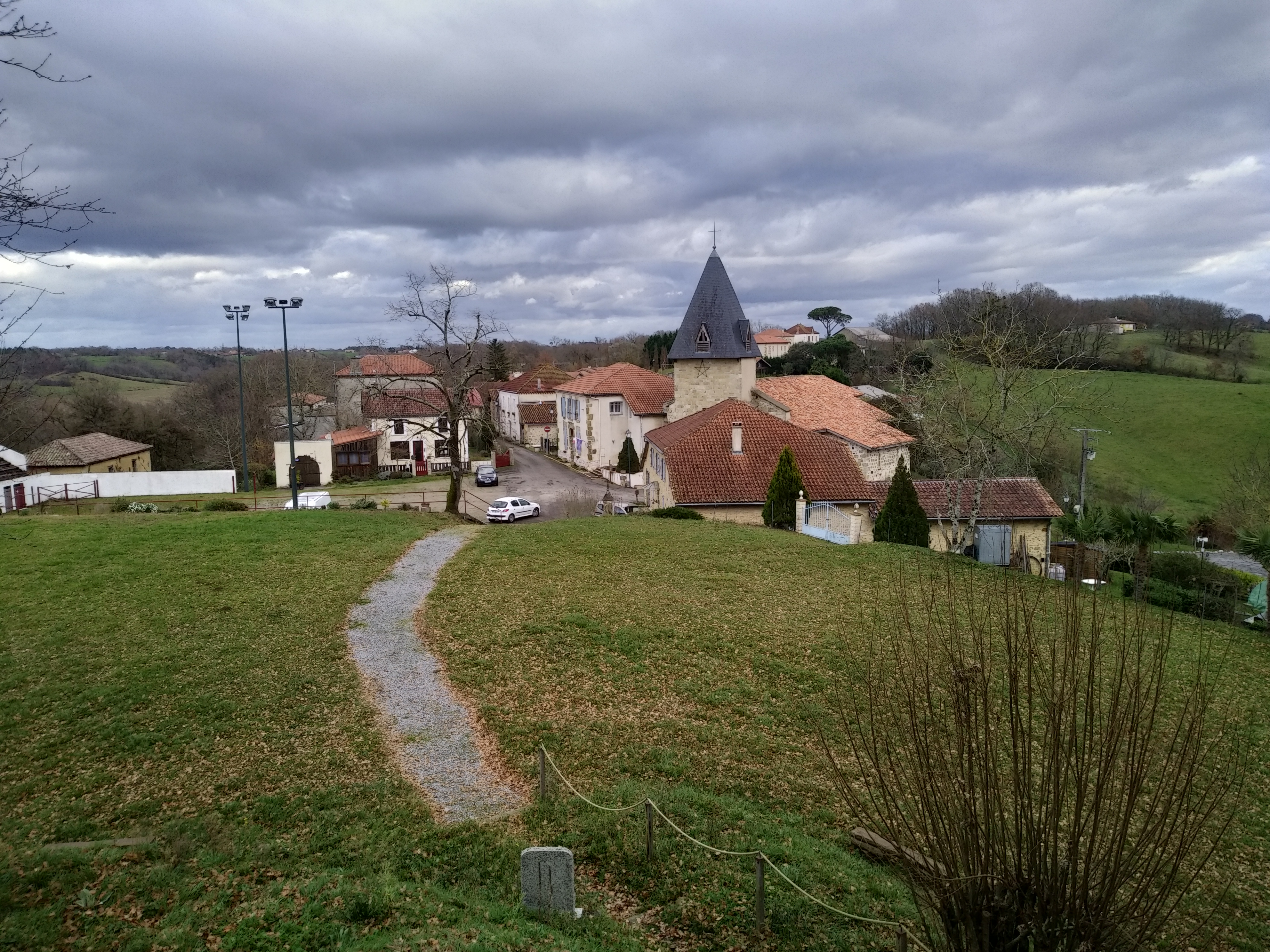
Blick auf Castelnau-Tursan
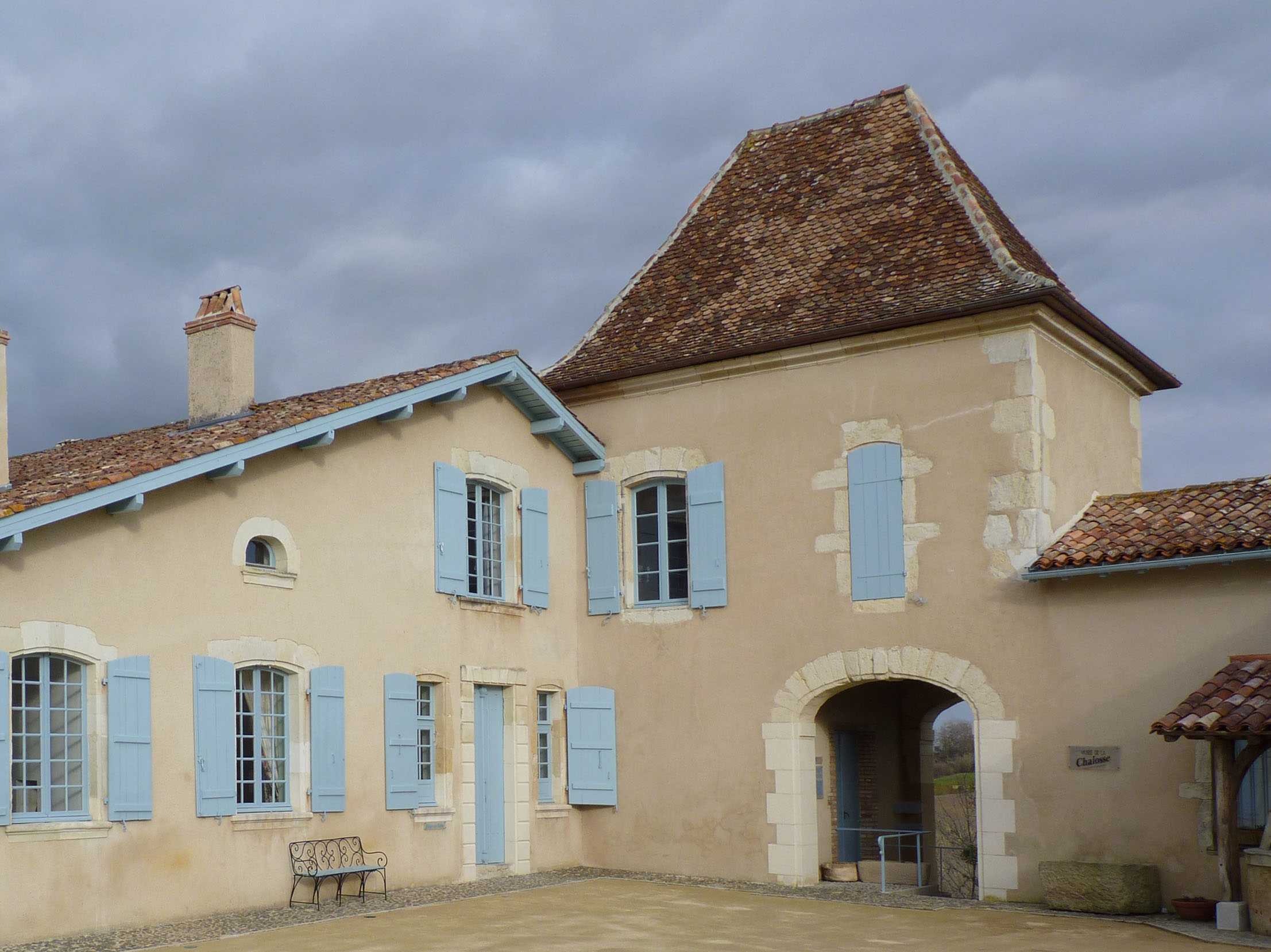
Museum der Chalosse in Montfort-en-Chalosse
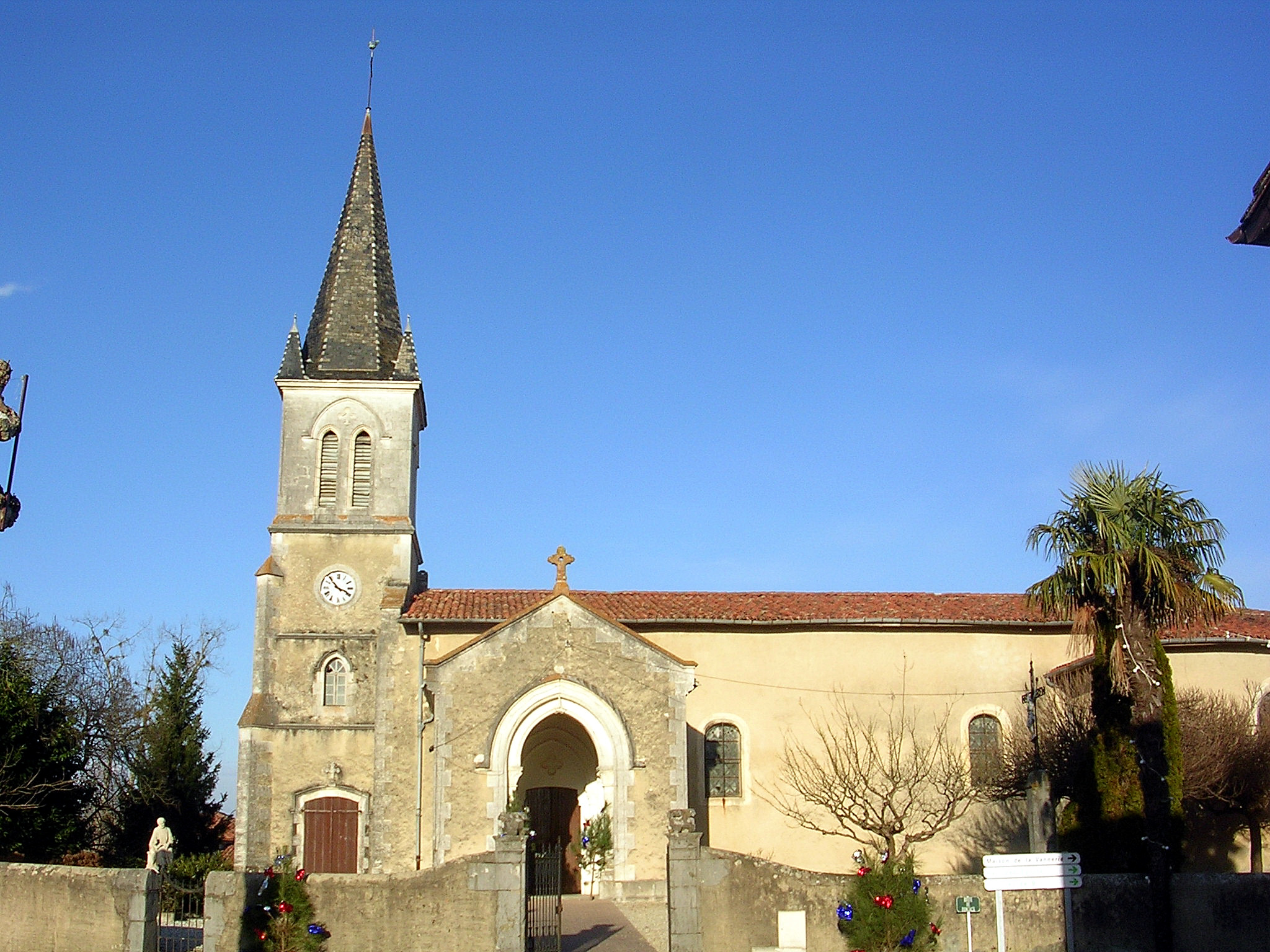
Kirche Sainte-Marie-Madeleine in Castelnau-Chalosse
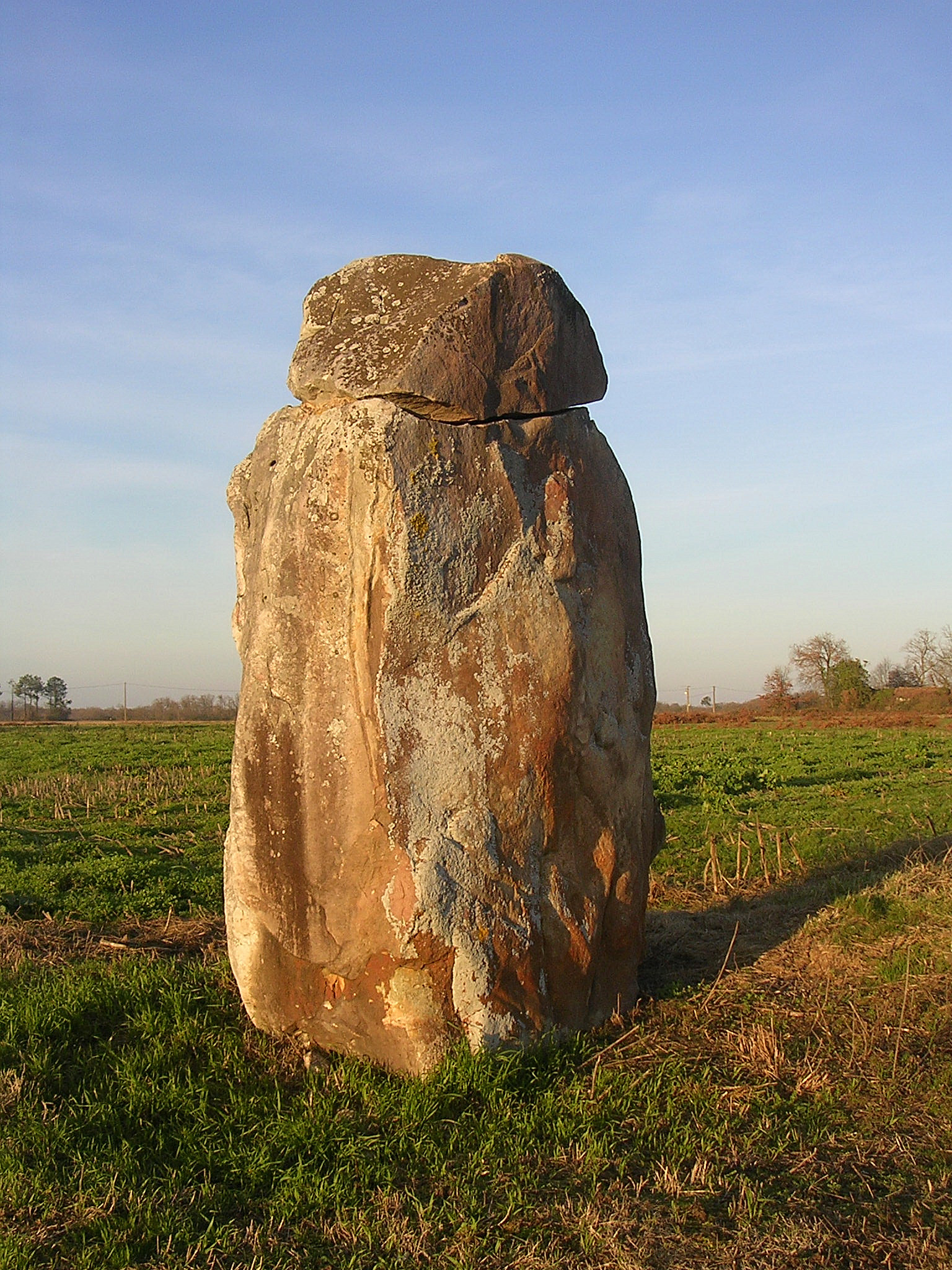
Megalith in Larrivière-Saint-Savin
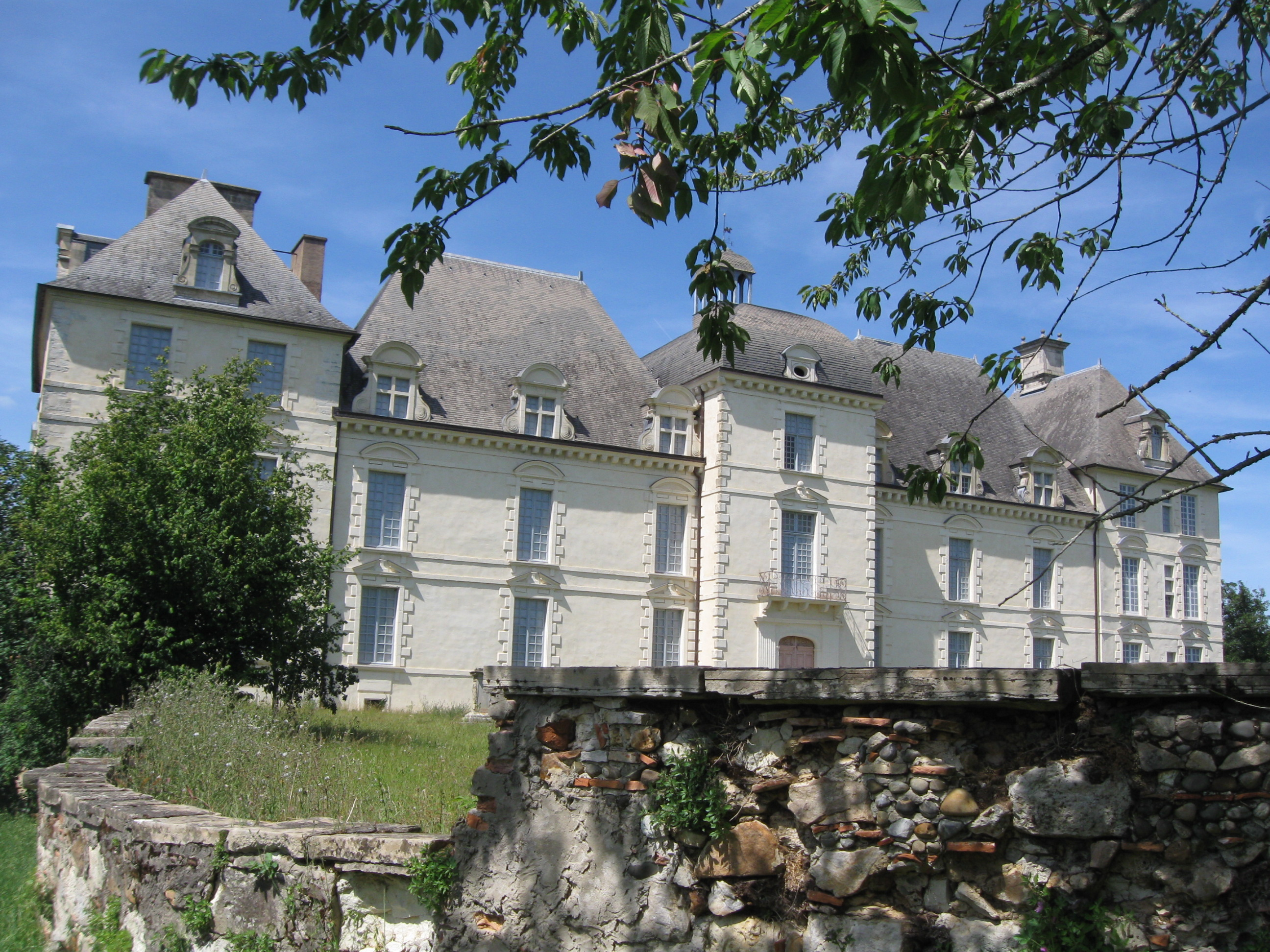
Schloss in Poyanne
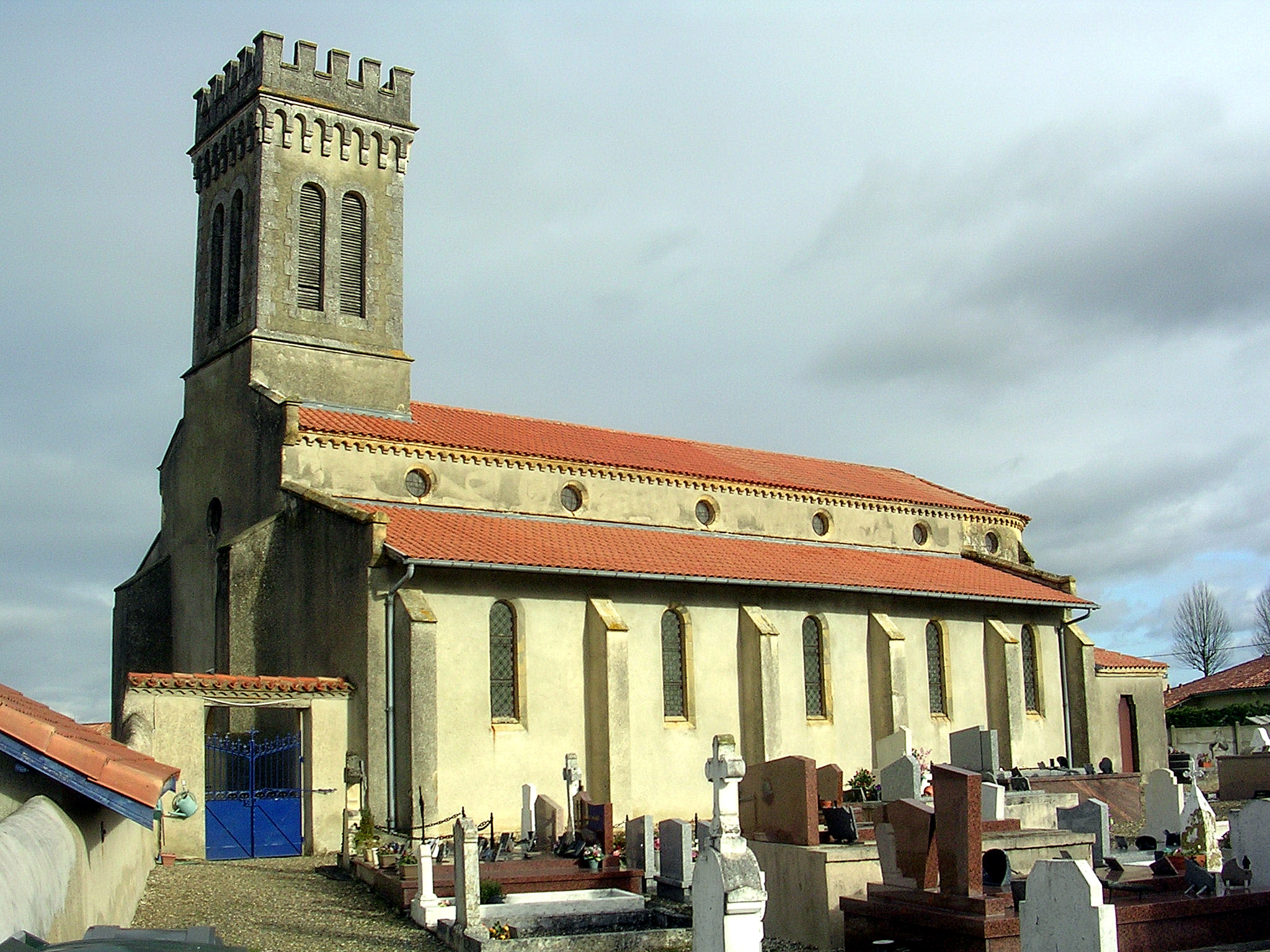
Kirche Notre-Dame in Aubagnan
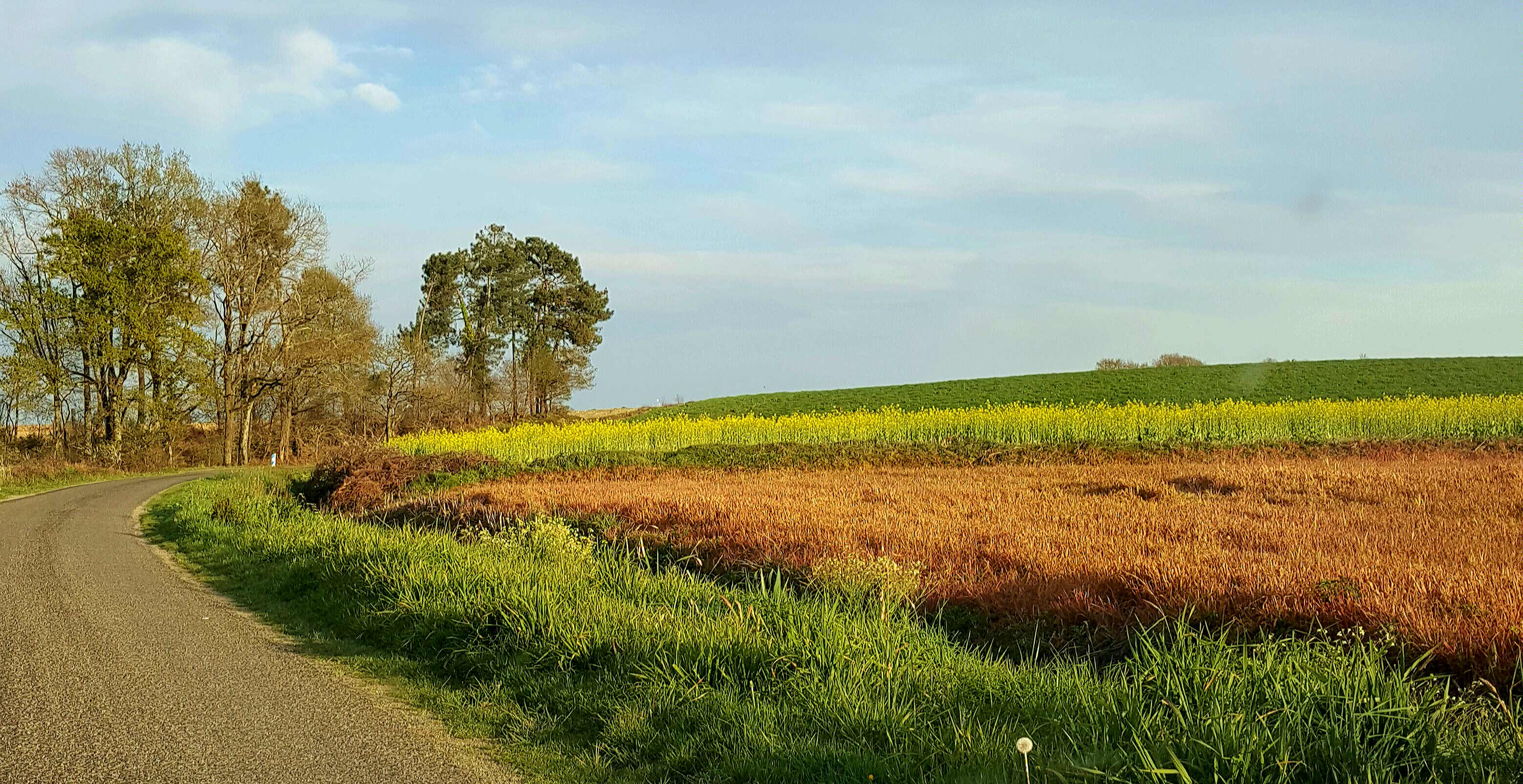
Landschaft bei Hagetmau
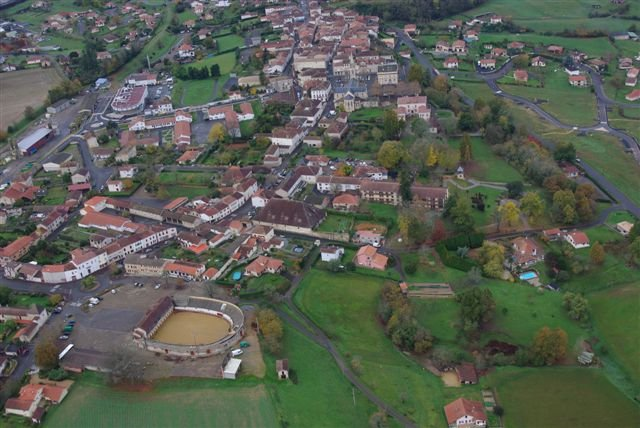
Luftbild der Gemeinde Mugron
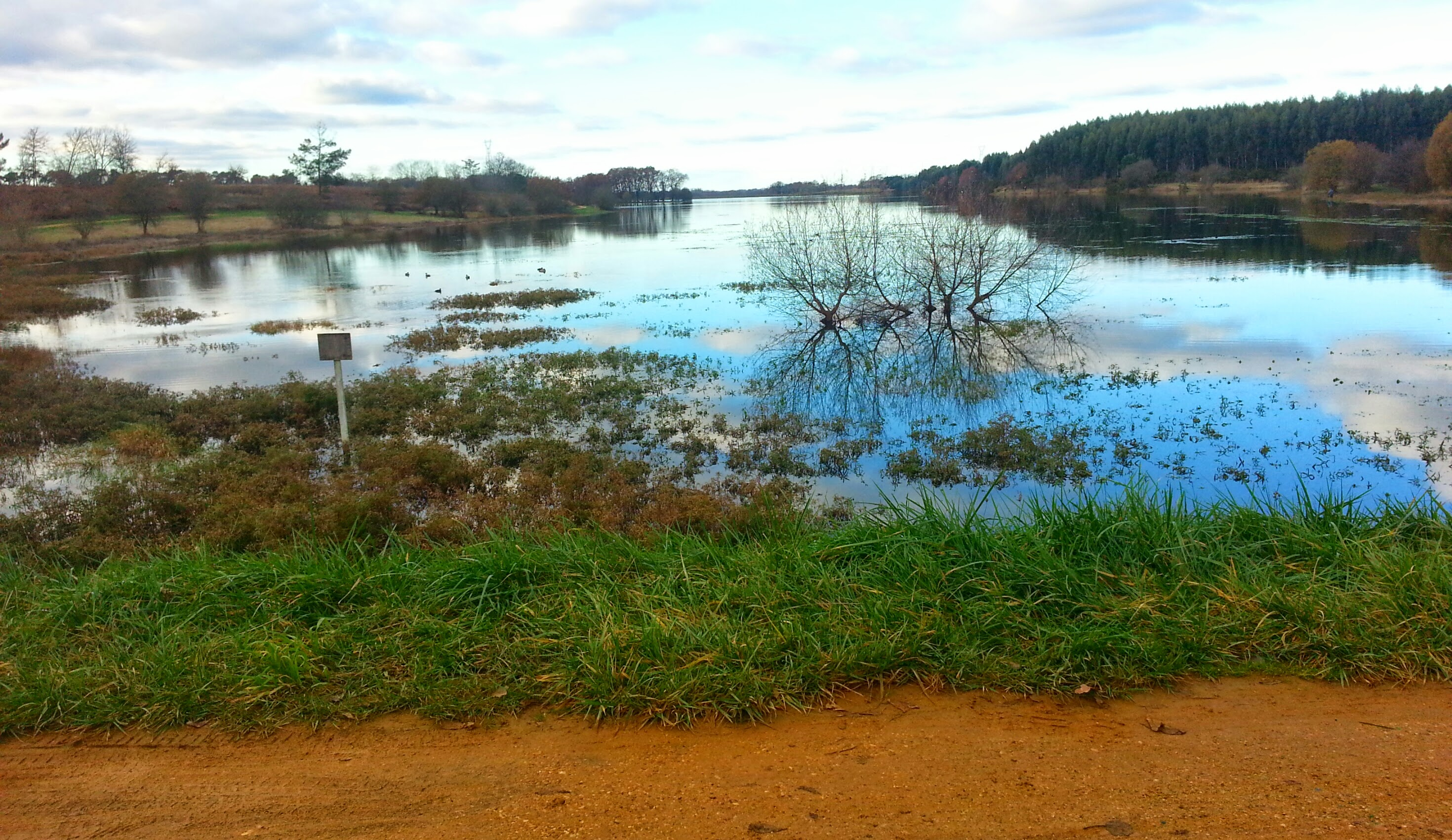
Lac d'Ages in Monségur

## Wirtschaft und Infrastruktur
Der Haupterwerbszweig in der Landschaft Chalosse ist die Landwirtschaft. Es werden Geflügel und Mastenten in großer Zahl und Qualität gezüchtet. Das Chalosse-Rindfleisch, das von rund 380 Landwirten produziert wird, ist das Aushängeschild der Landschaft. Das Fleisch der Rinderrassen Blonde d'Aquitaine, Limousine und Bazadaise, die nur Gras und Maisbrei fressen, reift länger als drei Jahre. Die hauptsächlich angebauten Getreidesorten sind Mais und Buchweizen (in diesem Zusammenhang wurde 2018 die ehemalige Getreidemühle in Bénesse-lès-Dax wieder in Betrieb genommen). Vornehmlich in der östlichen Chalosse (im Weinbaugebiet Tursan als Teil der Weinbauregion Sud-Ouest) werden unter anderem Weine der Appellation Coteaux de Chalosse produziert. Von den ca. 480 Hektar zugelassener Weinbaufläche im Tursan sind momentan ca. 280 Hektar bestockt; im Mittel werden etwa 12.000 Hektoliter Qualitätswein erzeugt. Die Produktion teilt sich zu 65 Prozent auf Rotwein und Roséwein sowie 35 Prozent auf Weißwein auf.
Im Osten verläuft mit der Autoroute A65 die einzige Autobahn in der Chalosse. Wichtige Straßenknotenpunkte sind Dax, Saint-Sever, Hagetmau, Aire-sur-l’Adour, Samadet, Geaune, Pomarez und Montfort-en-Chalosse.

## Geschichte
Die Chalosse ist seit der Steinzeit von Menschen besiedelt. Die Venus von Brassempouy aus dem Jungpaläolithikum gilt als die erste künstlerische Darstellung eines menschlichen Gesichts. Das mutmaßliche Alter der Figur aus dem Gravettien wird auf 21.000 bis 26.000 Jahre geschätzt.
Die Abtei Saint-Sever, ein im 10. Jahrhundert gegründetes Benediktiner-Kloster, war im gesamten Mittelalter ein mächtiges spirituelles, wirtschaftliches, politisches und künstlerisches Zentrum. Ein bemerkenswertes Manuskript des Beatus de Saint-Sever wird heute in der Französischen Nationalbibliothek in Paris aufbewahrt.

## Kultur und Sport
Von April bis Oktober finden viele traditionelle Feste statt. Das Chalosse-Museum präsentiert ein typisches landwirtschaftliches Anwesen aus dem 19. Jahrhundert.
In der Chalosse wird neben Fußball auch Rugby und Basketball gespielt. Es gibt einige Pferderennbahnen in der Chalosse (unter anderem in Pomarez und Morlanne) sowie mehrere Stierkampfarenen Course Landaise, unblutige Stierkämpfe.

## Persönlichkeiten
Obwohl in Orthez im benachbarten Béarn geboren, stammt der Sternekoch Alain Ducasse (* 1956) aus der Chalosse, deren Qualität der landwirtschaftlichen Erzeugnisse für die Küche er hervorhebt.

## Belege
1. ↑  Geschichtsabriss auf www.museedelachalosse.fr (französisch)